# Volkswagen Sharan
Volkswagen Sharan er en MPV-model fra Volkswagen. Bilen blev introduceret i 1995 og findes indtil videre i to generationer:
- Sharan II
(2000−2010)
- Sharan III
(2010−2022)

## Koncernslægtskaber
I 1996 introduceredes en identisk søstermodel, SEAT Alhambra.